# Großkrotzenburg
Großkrotzenburg település Németországban, Hessen tartományban. Lakosainak száma 7481 fő (2023. december 31.).

## Népesség
A település népességének változása:
| Lakosok száma | 7497 | 7589 | 7559 | 7535 | 7505 | 7481 |
|               | 2016 | 2017 | 2019 | 2021 | 2022 | 2023 |